# Lo scettro di Ottokar
Lo scettro di Ottokar (Le sceptre d'Ottokar) è l'ottavo albo della serie a fumetti de Le avventure di Tintin.

## Storia editoriale
La storia venne pubblicata settimanalmente sul periodico Le Petit Vingtième dal 1938 al 1939 e raccolta in albo la prima volta nel 1939. Successivamente, nel 1947, venne completamente ridisegnata per renderla stilisticamente omogenea con le nuove storie che venivano pubblicate in albi a colori di 48 pagine con una gabbia a dodici vignette invece che a sei come venivano prima disegnate da Hergé.

## Trama
In questa avventura Tintin, giovane reporter e protagonista, accompagna il professor Barbotti, uno studioso di sigillografia, in Syldavia, immaginario stato dei Balcani. Una volta sul posto, il giovane scopre una congiura che vuole rovesciare il legittimo re Muskar XII, per instaurare un regime autoritario. Per fare ciò, i complici hanno rubato lo scettro di Ottokar, primo re syldavo, scettro senza il quale il monarca non ha il diritto di regnare. Con l'aiuto del fedele cane terrier Milù e dei due imbranati poliziotti Dupont e Dupond, Tintin riuscirà alla fine a sventare il colpo di Stato, e a salvare il trono di Muskar XII.

## Storia
Gli eventi che riguardano l'annessione italiana dell'Albania furono l'ispirazione per questo ottavo volume dei fumetti di Le avventure di Tintin, con una trama basata sull'immaginario paese balcanico di Syldavia e le tensioni inquiete con il suo vicino più grande Borduria. Anche l'autore del fumetto di Tintin, Hergé, insistette sul fatto che il suo editore pubblicasse il lavoro per trarre vantaggio dagli eventi attuali nel 1939, ritenendo che «Syldavia è l'Albania».
Il capo del complotto si firma Müsstler, sorta di ibrido fra Mussolini ed Hitler, i due dittatori dell'epoca. Non è la prima volta che Hergé si interessa di temi di questo tipo (cfr. Il loto blu).